# Bernadette Lahai
Bernadette Lahai, CRSL (sinh ngày 30 tháng 12 năm 1960)  là một chính trị gia Sierra Leonean và là Nhà lãnh phe thiểu số hiện tại của Quốc hội Sierra Leone. Cô là lãnh đạo của Đảng Nhân dân đối lập Sierra Leone (SLPP) trong Tòa nhà Quốc hội Sierra Leone. Cô hiện đang đại diện cho Quốc hội 13 từ quận Kenema trong Tòa nhà Quốc hội Sierra Leone.
Trong cuộc tổng tuyển cử năm 2002, Lahai đã được bầu vào Hạ viện Sierra Leone. Cô đã được bầu lại dễ dàng trong cuộc bầu cử Quốc hội năm 2007. Cô đã giành được một cuộc bầu cử lại dễ dàng dành chiến thắng khác trong cuộc bầu cử Quốc hội 2012, với 69,15%.
Lahai có bằng cử nhân nghệ thuật về địa lý và xã hội học từ trường đại học Fourah Bay và bằng thạc sĩ về khuyến nông và phát triển nông thôn của trường đại học Njala, cả ở Sierra Leone. Lahai cũng có bằng tiến sĩ về khuyến nông và phát triển nông thôn từ Đại học Reading ở Berkshire, Anh.
Lahai là người huyện Kenema ở Đông Sierra Leone, và là thành viên của dân tộc Mende.

## Thời niên thiếu và sự nghiệp giáo dục
Lahai sinh ngày 30 tháng 12 năm 1960 tại làng Yomboma ở Lower Bambara Chiefdom, quận Kenema ở tỉnh miền đông Sierra Leone của Anh với cha mẹ Mende. Lahai bắt đầu đi học tại Trường tiểu học độc lập ở Tongo, quận Kenema. Sau đó, cô tiếp tục đến trường trung học Holy Rosary ở Pujehun, quận Pujehun. Sau khi đạt được cấp độ 'O' thành công, cô đã đạt được chứng chỉ mẫu thứ sáu nâng cao của mình tại trường Christ the King College ở Bo.
Ở tuổi 20, Lahai được nhận vào học ở trường Fourah Bay ở Freetown, nơi cô tốt nghiệp với bằng Cử nhân Nghệ thuật Địa lý và Xã hội học. Sau đó, cô được nhận vào Fourah College để theo đuổi văn bằng sau đại học về Giáo dục để trở thành một giáo viên chuyên nghiệp. Trong hành trình tìm kiếm kiến thức của mình, cô đã tiếp tục đến Đại học Njala ở Bo để lấy bằng thạc sĩ về khuyến nông và phát triển nông thôn. Đối với thành tích học tập mẫu mực của mình, nó làm hài lòng các nhà chức trách Đại học bổ nhiệm cô làm Trợ lý nghiên cứu tại Viện nghiên cứu nông nghiệp của trường đại học mà cô ấy cần mẫn phục vụ trong vài năm sau đó.
Sau đó, Lahai đã xây dựng học bổng bốn năm cho Đại học Reading ở Berkshire, Anh để bắt tay vào chương trình tiến sĩ về khuyến nông và phát triển nông thôn. Cô trở về quê hương vào năm 1998 để giúp phát triển Sierra Leone. Điều này đã đưa học viện năng động này trở lại Viện nghiên cứu nông nghiệp như một giảng viên toàn thời gian, với Dự án Sierra Leone Vision vào năm 2025.

## Sự nghiệp chính trị
Năm 2002, Lahai đã tranh cử một trong các vị trí trong quận Kenema với tư cách là thành viên của Đảng Nhân dân Sierra Leone (SLPP) cầm quyền. Cô đã được bầu, giành được hơn 60% số phiếu trong Quận Kenema. Cô một lần nữa giành chiến thắng trong cuộc bầu cử lại trong cuộc tổng tuyển cử năm 2007 sau đó.

### 30% (Phụ nữ và Chính trị ở Sierra Leone)
Năm 2012, Lahai xuất hiện trong bộ phim tài liệu ngắn 30% (Phụ nữ và Chính trị ở Sierra Leone) được ủy quyền bởi Pathways for Empowerment and Screen South. Bộ phim được thực hiện bởi Anna Cady và Jenny Cuff. Nó khám phá những thách thức độc đáo đối với bình đẳng giới ở Sierra Leone, bao gồm tham nhũng, bạo lực và chế độ phụ quyền nền tảng của các xã hội bí mật như Hội Poro ở quốc gia châu Phi này.
Bộ phim mô tả Lahai và các nhà hoạt động vì quyền phụ nữ đồng nghiệp Barbara Bangura và Salamatu Kamara và công việc của họ với dự luật hạn ngạch 30% mà họ đang đệ trình lên quốc hội để bảo vệ nữ quyền.
30% (Phụ nữ và Chính trị ở Sierra Leone) là lựa chọn chính thức cho Liên hoan phim Sundance 2013.
Trong năm 2014, Lahai đã được công nhận cho nỗ lực chống phân biệt và tận tâm của mình đối với nhà nước trong các lĩnh vực nông nghiệp và chính trị của Tổng thống Ernest Bai Koroma người biến cô thành một chỉ huy của Order of the Republic (CRSL).